# Lonchorhina orinocensis
Lonchorhina orinocensis är en däggdjursart som beskrevs av Linares och Juhani Ojasti 1971. Lonchorhina orinocensis ingår i släktet Lonchorhina och familjen bladnäsor. Inga underarter finns listade i Catalogue of Life.

## Utseende
Arten är med en kroppslängd (huvud och bål) av 47 till 57 mm, en svanslängd av 28 till 32 mm och en vikt av 8 till 12 g ungefär lika stor som andra släktmedlemmar. Den har 40 till 44 mm långa underarmar, bakfötter av 9 till 12 mm längd och med 28 till 32 mm påfallande långa öron. Typisk är tät päls med hår som är ljusare vid roten. Ovansidan har en mörbrun färg och undersidan är lite ljusare. På ryggens mitt är håren 9 mm långa och håren på undersidan blir upp till 6 mm långa. Öronens insida är grov.

## Utbredning och ekologi
Denna fladdermus förekommer i centrala och östra Colombia samt i sydvästra Venezuela (kanske i angränsande områden av Brasilien). Habitatet utgörs av regnskogar och av galleriskogar i savanner. Individerna vilar på dagen i grottor eller i mindre bergssprickor. De jagar på natten insekter. Ett fynd registrerades i Guyana.
Exemplaren är nattaktiva och vilar på dagen i mindre grottor eller bergssprickor, ofta i granit. Dräktiga honor är kända från juli och i oktober visade honor inga tecken på fortplantning.

## Hot
Några exemplar dödas av misstag när vampyrer bekämpas. Beståndet hotas även av ny gruvdrift och skogsröjningar. Enligt uppskattningar minskade hela populationen under 8 år före 2016 med 30 procent och det befaras att värdet är lika för 9 år efter 2016. IUCN kategoriserar arten globalt som sårbar.